# Külsheimer Gipshügel
Der Külsheimer Gipshügel ist ein Naturschutzgebiet in der Windsheimer Bucht, das sich über eine Fläche von etwa acht Hektar erstreckt. Es befindet sich in Bad Windsheim, einer Stadt im mittelfränkischen Landkreis Neustadt an der Aisch - Bad Windsheim. Das Naturschutzgebiet liegt grob zwischen dem südlich vom Naturschutzgebiet liegenden Külsheim, einem Stadtteil von Bad Windsheim, und dem nordwestlich gelegenen Erkenbrechtshofen, ebenfalls ein Stadtteil von Bad Windsheim. Die Ausweisung als Schutzgebiet erfolgte im Jahr 1983.

## Geographische Lage
Das aus einem Teil bestehende Schutzgebiet liegt im Naturraum Windsheimer Bucht und im Naturpark Steigerwald. Das Naturschutzgebiet Külsheimer Gipshügel liegt südöstlich vom Erkenbrechtshofen, südlich von Unterntief. Südlich liegen Külsheim und Bad Windsheim. Östlich grenzt die Gemeinde Ipsheim an das Gebiet an. Ebenfalls westlich liegt das großflächige Naturschutzgebiet Gräfholz und Dachsberge. Südwestlich liegt der geschützte Landschaftsbestandteil Gipsgrube Katzenloch. Durch das Schutzgebiet fließt der Kalkgraben, ein Zufluss des Kühwassergrabens, der wiederum in den Aisch-Flutkanal mündet. Das Naturschutzgebiet Külsheimer Gipshügel ist Teil des FFH-Gebietes Gipshügel bei Külsheim und Westphül.

## Geschichte
Um 1900 erkannten Naturfreunde und Botaniker den Wert der sogenannten „Inseln“ in der Landschaft und setzten sich für deren Erhalt ein. Am 18. Juni 1905 erwarb der Botanische Verein Nürnberg den Külsheimer Gipshügel von einem Landwirt aus Erkenbrechtshofen, um die seltene Steppenvegetation vor der Zerstörung zu bewahren. Nach der Auflösung des Vereins ging der Gipshügel in den Besitz der Naturhistorischen Gesellschaft Nürnberg über, die ihn bis heute verwaltet. Am 18. Juni 2005 wurde das 100-jährige Jubiläum des Erwerbs gefeiert. Mitglieder der Naturhistorischen Gesellschaft und Nachfahren der ursprünglichen Beteiligten nahmen teil, um die historische Bedeutung des Gipshügels und die weitsichtige Initiative der Nürnberger Botaniker zu würdigen.

## Schutzstatus und Schutzgründe
Das Naturschutzgebiet Külsheimer Gipshügel wurde 1983 als Schutzgebiet ausgewiesen. Die Schutzgründe liegen unter anderem darin, dass sich innerhalb des Schutzgebietes ein wertvolles Biotop befindet. Innerhalb des Naturdenkmals befindet sich das Biotop Naturschutzgebiet Gipshügel bei Külsheim mit einer sehr seltenen Steppenflora, mit der Nummer 6428-0126, das aus einer Teilfläche besteht. Das Biotop ist ein wichtiger Reliktstandort für verschiedene Federgrasarten, das Frühlings-Adonisröschen und seltene Tragantarten. Zudem sind farbenprächtige Arten des Kalkmagerrasens und wärmeliebende Säume wie der Aufrechte Ziest, die Skabiosen-Flockenblume und die Gold-Aster dort vertreten. Im westlichen Teil des Gebiets wachsen einige Weißdornbüsche, die teilweise lockere Bestände bilden. In den Säumen dieser Büsche finden sich auch Pflanzenarten, die frisch-mesophile Standorte bevorzugen. Im Biotop wurde der Biotoptyp basenreicher Magerrasen festgestellt.

## Flora und Fauna
Die Gipssteppe zeichnet sich durch karge, nährstoffarme Böden und ein trockenes, sommerwarmes Klima aus. Die hohe Wasserdurchlässigkeit des Gipsgesteins verstärkt diese Bedingungen. Verschiedene Pflanzengesellschaften beherbergen zahlreiche seltene und gefährdete Arten. Auf den flachgründigen Verwitterungsböden gedeihen zunächst Erd- und Flechtenarten wie Fulgensia fulgens und Toninia sedifolia, die eine bunte Gesellschaft bilden. Mit ihnen verwoben sind Moosarten der Steppen und Trockenrasen, darunter das Gelbliche Seidenmoos und der Sparrige Runzelbruder.
In unmittelbarer Nähe wächst die Berglauch-Flur mit Arten wie dem Berg-Lauch  und dem Ohrlöffel-Leimkraut. Frühjahrsblüher wie der Frühe Ehrenpreis  und das Frühe Hungerblümchen finden hier ebenfalls Platz. In den lückigen Steppenrasen finden sich seltene Arten wie die Steppen-Segge  und der Walliser Schwingel, die den Steppencharakter unterstreichen. Weiterhin wachsen hier der Dänische Tragant  und zwei Federgräser (Stipa pennata und Stipa capillaris). Auf tiefergründigen Böden schließen sich die Wiesensteppen an, wo das Frühlings-Adonisröschen und die Purpur-Schwarzwurzel gedeihen. Weitere wichtige Arten sind der von Aussterben bedrohte Silberperlenwanze sowie der Variable Erdbock.

## Gefährdung
Das Naturschutzgebiet ist gefährdet, weil es isoliert inmitten intensiv genutzter Ackerflächen liegt und aufgrund seiner geringen Größe. Die pontischen Pflanzen auf den Gipshügeln reagieren äußerst empfindlich auf Veränderungen ihrer Wachstumsbedingungen, deren Auswirkungen oft erst Jahrzehnte später sichtbar werden. Die angrenzenden landwirtschaftlichen Nutzungen haben durch Herbizide und Düngemittel zu einer starken Verschiebung der pflanzlichen Zusammensetzung geführt. Die Anlage eines Vogelschutzgehölzes im Jahr 1942 erwies sich als naturschutzfachlicher Fehler, da sie auf einer damaligen Überbewertung nützlicher Vögel zur Schädlingsbekämpfung basierte. Zudem haben die gepflanzten Fichten völlig andere ökologische Ansprüche als die zu schützende Steppenheideflora. In den Randbereichen, besonders im Westen und Norden, führt variierende Eutrophierung durch Nährstoffeinträge von angrenzenden Äckern zur Ruderalisierung des Bestandes mit Brennnesselbeständen und Fettwiesenarten am Nordrand sowie zahlreichen Trampelpfaden.